# Che Dio ci perdoni
Che Dio ci perdoni (Que Dios nos perdone) è un film del 2016 diretto da Rodrigo Sorogoyen.
La pellicola ha come protagonisti Antonio de la Torre e Roberto Álamo. Quest'ultimo ha vinto il premio come miglior attore protagonista ai premi Goya 2017.

## Trama
estate 2011, Madrid. In una città "invasa" da un milione e mezzo di pellegrini che attende la visita di Papa Benedetto XVI e sullo sfondo della crisi economica e del movimento 15-M a due ispettori della Guardia Civil, il balbuziente Luis Velarde e l’irascibile Javier Alfaro, vengono affidate le indagini su un brutale serial killer che violenta e uccide donne anziane. I due dovranno risolvere il caso in breve tempo e senza troppo clamore, ma la caccia si rivela molto difficile e complessa.

## Distribuzione
Il film è stato presentato in anteprima il 18 settembre 2016 al Festival internazionale del cinema di San Sebastián. È stato poi distribuito nelle sale cinematografiche spagnole il 28 ottobre. Successivamente è stato presentato in altri festival cinematografici internazionali, tra cui  Sitges - Festival internazionale del cinema fantastico della Catalogna e Seattle International Film Festival.

## Riconoscimenti
- 2016 - Festival internazionale del cinema di San Sebastián
  - Miglior sceneggiatura a Isabel Peña e Rodrigo Sorogoyen
- 2017 - Premio Goya
  - Miglior attore protagonista a Roberto Álamo
  - Candidatura per il Miglior film
  - Candidatura per il Miglior regista a Rodrigo Sorogoyen
  - Candidatura per il Miglior attore non protagonista a Javier Pereira
  - Candidatura per la Miglior sceneggiatura originale a Isabel Peña e Rodrigo Sorogoyen
  - Candidatura per il Miglior montaggio a Alberto del Campo e Fernando Franco